# پتری نوملین
پتری نوملین (فنلاندی: Petteri Nummelin؛ زادهٔ ۲۵ نوامبر ۱۹۷۲) بازیکن هاکی روی یخ اهل فنلاند بود.